# Louis Washkansky
Louis Washkansky (ur. 1913 w Słobódce, zm. 21 grudnia 1967 w Kapsztadzie) – pierwszy człowiek, na którym dokonano transplantacji serca.

## Życiorys
Washkansky urodził się na terenie Litwy (wówczas Cesarstwo Rosyjskie), ale w 1922 roku wyemigrował z przyjaciółmi do Południowej Afryki i został sprzedawcą w sklepie spożywczym w Kapsztadzie. Brał udział w II wojnie światowej na obszarze północnej i wschodniej Afryki oraz Włoch. Po wojnie ożenił się z Ann.
Louis Washkansky był czynnym sportowcem – pływał, podnosił ciężary i grał w piłkę nożną, ale z biegiem czasu jego zdrowie znacznie się pogorszyło. Był diabetykiem i cierpiał na nieuleczalną chorobę serca (miał przez to trzy zawały serca; ostatni z nich spowodował u niego niewydolność serca).
3 grudnia 1967 roku w szpitalu Groote Schuur Hospital w Kapsztadzie zespół lekarzy kierowany przez profesora Christiaana Barnarda jako pierwszy w historii dokonał przeszczepu serca, a biorcą był właśnie Washkansky. Dawczynią była dwudziestopięcioletnia Denise Darvall, urzędniczka bankowa z Kapsztadu, która tego samego dnia zginęła w wypadku samochodowym. Przeszczep był udany, jednak Washkansky miał osłabiony układ odpornościowy (wskutek sesji podawania immunosupresantów w obawie o odrzucenie przeszczepu) i zmarł na zapalenie płuc 21 grudnia.
Jego wnuk, Dale Washkansky, jest południowoafrykańskim artystą-fotografikiem.